# Forces de protection des femmes du Bethnahrain
Les forces de protection des femmes du Bethnahrain (en syriaque ܚܝܠܘܬܐ ܕܣܘܬܪܐ ܕܢܫ̈ܐ ܕܒܝܬ ܢܗܪ̈ܝܢ ou HSNB) sont une organisation militaire assyrienne composée exclusivement de femmes, basée à Al-Qahtaniyah, gouvernorat de Hassaké, Syrie. Elle est intégrée au sein du Conseil militaire syriaque,. 